# Мунк, Кай
Кай Мунк (дат. Kaj Munk, настоящее имя Кай Харальд Лейнингер Петерсен (дат. Kaj Harald Leininger Petersen; 13 января 1898 — 5 января 1944) — датский драматург, поэт, публицист и лютеранский пастор.

## Биография
Рано осиротел. Приёмные родители дали ему фамилию Мунк. Учился в Нюкёбинге и Копенгагене, закончил богословский факультет Копенгагенского университета (1924). Испытал влияние грундтвигианства. C 1924 — викарий Ведерсё (Ютландия). Был убеждённым антифашистом, в открытой печати критиковал итальянский фашизм и германский нацизм за преследования евреев и военные преступления (например, в Эфиопии). Выступал против немецких оккупантов, осуждал нацизм в своих пьесах. За свои убеждения был арестован гестапо 4 января 1944 года и погиб в концлагере под Силькеборгом. По Лютеранскому церковному календарю 14 августа отмечается день памяти Мунка как мученика (наряду с Максимилианом Кольбе).

## Творчество
Его пьесы, из которых наиболее известна религиозная драма Слово (1925, опубл. 1932), включённая в Датский культурный канон, экранизированная Густавом Муландером в 1943, К. Т. Дрейером в 1955, Томом Сегербергом в 1962, до сих пор с успехом идут на сцене Королевского театра Дании. Их ставят крупные режиссёры в других странах Европы: так французский актёр и режиссёр Артюр Нозисьель показал Слово в сценической обработке Мари Даррьёсек на Авиньонском фестивале в 2008.

## Признание и наследие
C 1945 Фонд Кая Мунка вручает ежегодную премию его имени. Центр исследований творчества Мунка создан в 2005 в университете Ольборга. Имя Мунка носит средняя школа в Хофддорпе. Литература о нём на разных языках мира труднообозрима, о нём снято несколько документальных фильмов.